# HMS B7
HMS B7 – brytyjski okręt podwodny typu B. Zbudowany w latach 1904–1905 w Vickers, Barrow-in-Furness, gdzie okręt został wodowany 30 listopada 1905 roku. Rozpoczął służbę w Royal Navy 27 marca 1906 roku.
Po wybuchu I wojny światowej okręty B7, B6, B8, B9, B10, B11 zostały skierowane najpierw do Gibraltaru, a następnie na Morze Śródziemne.
W 1914 roku B7 stacjonował w Gibraltarze przydzielony do HMS „Rapid”, pod dowództwem Lt. Thomasa C. A. Ouchterlonya.
Z powodu braku części zamiennych od września 1915 roku okręt nie brał udziału w operacjach okrętów podwodnych. 
W 1916 roku był w składzie Adriatyckiej Flotylli Okrętów Podwodnych stacjonującej w Brindisi oraz Wenecji, pod dowództwem Lt. Kennetha Michella. 
W 1917 roku został przekazany marynarce włoskiej Regia Marina. Okręt został przerobiony na łódź patrolową S7 i operował na Adriatyku.
31 października 1919 roku okręt został sprzedany firmie na Malcie.